# (3061) Cook
(3061) Cook est un astéroïde de la ceinture principale.

## Description
(3061) Cook est un astéroïde de la ceinture principale. Il fut découvert par Edward L. G. Bowell le 21 octobre 1982 à Flagstaff (Observatoire Lowell). Il présente une orbite caractérisée par un demi-grand axe de 3,09 UA, une excentricité de 0,194 et une inclinaison de 3,25° par rapport à l'écliptique.
Il fut nommé en hommage à James Cook (1728-1779), navigateur et explorateur britannique.

## Compléments